# جون إرنست هاربر
جون إرنست هاربر (بالإنجليزية: John Ernest Harper)‏ هو ضابط بحري جنوب أفريقي، ولد في 1874، وتوفي في 1949.